# 홍산초등학교

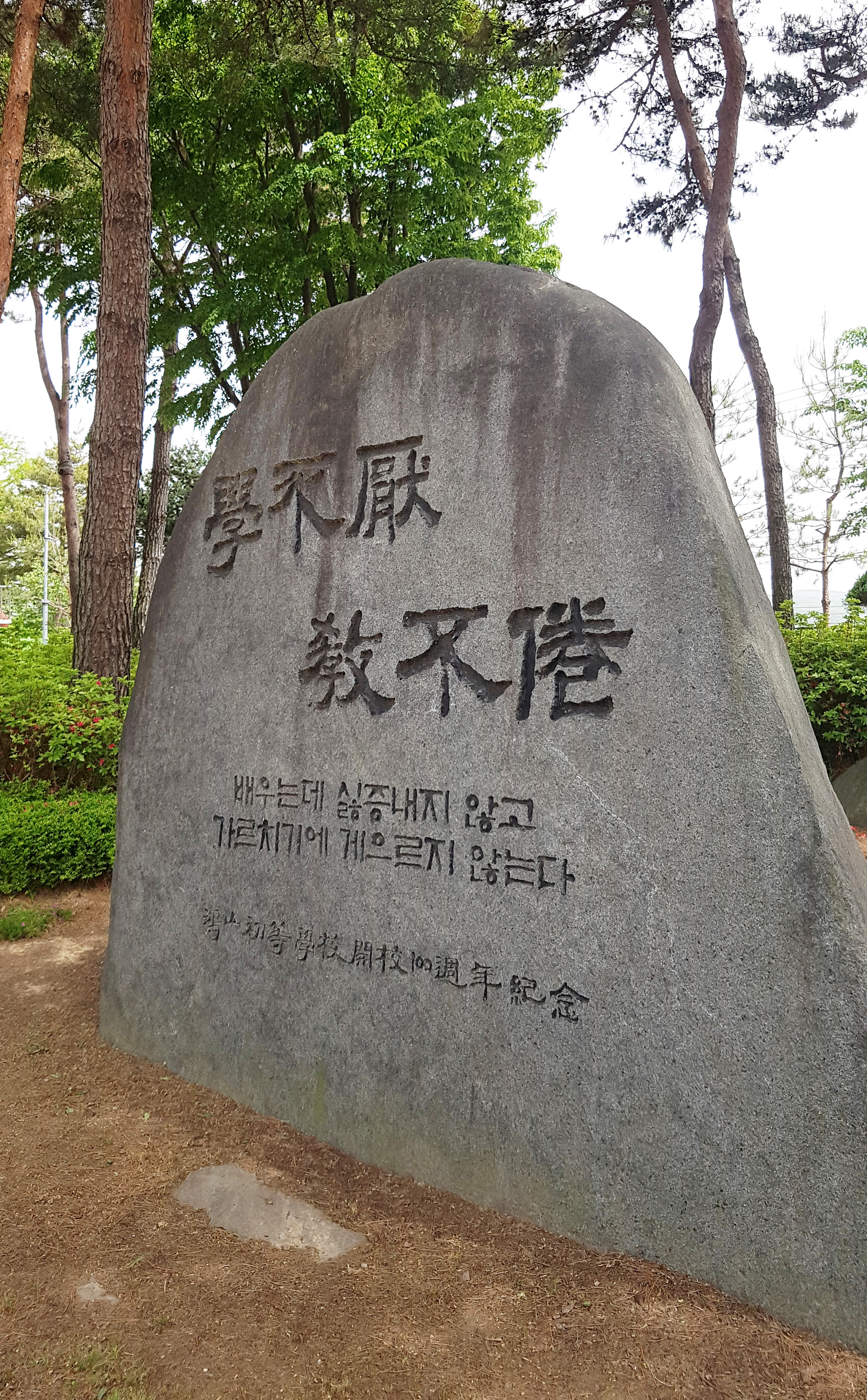
부여 홍산초등학교 100주년 비

홍산초등학교는 대한민국 충청남도 부여군 홍산면 북촌리에 있는 공립 초등학교이다.

## 학교 연혁
| 1909년  | 4월 1일  | 사립 한흥학교 개교                        |
| 1912년  | 4월 10일 | 홍산공립보통학교로 개편(구 객사에서 개교) |
| 1938년  | 4월 1일  | 홍산연봉공립심상소학교로 개칭             |
| 1941년] | 4월 1일  | 홍산연봉공립국민학교로 개칭               |
| 1949년  | 4월 1일  | 홍산국민학교로 개칭                       |
| 1996년  | 3월 1일  | 홍산초등학교로 개칭                       |
| 2008년  | 3월 1일  | 남성초등학교 통폐합                       |
| 2009년  | 3월 1일  | 장수초등학교 통폐합                       |
| 2009년  | 4월 18일 | 개교 100주년 기념행사                     |
| 2010년  | 6월 4일  | 홍산꿈나무관 개관                         |
| 2016년  | 2월 19일 | 제101회 졸업식 (27명 계 11,264명)         |
| 2016년  | 3월 1일  | 초등 6학급, 유치원 1학급 편성             |
| 2017년  | 2월 17일 | 제102회 졸업식 (21명 계 11,285명)         |
| 2017년  | 3월 1일  | 초등 6학급, 유치원 1학급 편성             |

## 소장 문화재
- 홍산 금천 석홍교 중창비 - 부여군 향토문화유산 제110호

## 참고 자료
- 홍산초등학교 - 한국교육학술정보원 학교알리미